# Faux-semblants (série télévisée)
Pour les articles homonymes, voir Faux-semblants (homonymie).
Faux-Semblants ou Telle qu'elle au Québec (Dead Ringers) est une mini-série américaine en six épisodes d'environ 59 minutes créée par Alice Birch d'après le film Faux-semblants de David Cronenberg, et mise en ligne le 21 avril 2023 sur Prime Video.

## Synopsis
Elliot et Beverly Mantle sont des sœurs jumelles. Elles partagent quasiment tout : leur travail de gynécologues, leur addiction à la drogue, les partenaires sexuels et l'envie de repousser les limites de l'éthique médicale.

## Distribution

### Acteurs principaux
- Rachel Weisz (VF : Anne Dolan ; VQ : Camille Cyr-Desmarais) : Elliot et Beverly Mantle
- Michael Chernus (VF : Pascal Casanova ; VQ : Guillaume Cyr) : Tom
- Poppy Liu (VF : Geneviève Doang ; VQ : Dominique Laniel) : Greta
- Britne Oldford (VF : Esthèle Dumand ; VQ : Sofia Blondin) : Genevieve Cotard
- Jennifer Ehle (VF : Anne Rondeleux ; VQ : Valérie Gagné) : Rebecca

### Acteurs secondaires
- Jeremy Shamos (VF : Xavier Fagnon ; VQ : Pierre-Étienne Rouillard) : Joseph
- Emily Meade (VF : Olivia Luccioni ; VQ : Rachel Graton) : Susan
- Natalie Woolams-Torres (VF : Amandine Bataille) : Heather

### Invités
- Susan Blommaert (VF : Annie Le Youdec ; VQ : Anne Caron) : Agnes
- Suzanne Bertish (VF : Marie-Madeleine Burguet-Le Doze) : Linda
- Aaron Dean Eisenberg (VF : Marc Arnaud ; VQ : Alexis Lefebvre) : Jeremy
- Kevin McNally (VF : Gabriel Le Doze) : Alan
- Michael McKean (VF : Philippe Catoire) : Marion
- Tony Crane (VF : Pierre Tessier) : Nick
- Ntare Mwine (VF : Rody Benghezala ; VQ : Thiéry Dubé) : Silas Jordan

 Source et légende : version française (VF) sur RS Doublage et cartons du doublage français.

## Production
Les coûts de production de la série s'élèvent à plus de 100 millions de dollars, une somme particulièrement importante alors qu'elle n'a pas réussi à se hisser parmi les 10 programmes en streaming les plus visionnés aux États-Unis.

## Épisodes
Les épisodes, sans titres, sont numérotés de un à six.

## Distinction

### Nomination
- Golden Globes 2024 : Meilleure actrice dans une mini-série ou un téléfilm pour Rachel Weisz